# Поташев, Максим Вячеславович
Максим Вячеславович Поташев (22 июля 1994, дер. Шуньга, Карелия, Россия) — российский военнослужащий, младший лейтенант, командир отряда беспилотных летательных аппаратов 69-й гвардейской мотострелковой дивизии 6-й общевойсковой армии Ленинградского военного округа. Герой Российской Федерации (2023).

## Биография
Родился 22 июля 1994 года в селе Шуньга Республики Карелия в многодетной семье.
Учился на родине в средней общеобразовательной школе, которую Поташев окончил после 9 классов обучения. В 2012–2014 годах обучался по специальности автомеханика и выпустился из него в городском профессионально-техническом училище № 11 (позднее — Медвежьегорский техникум).
С 2014 по 2015 год находился на срочной военной службе в танковых войсках. После 4 месяцев обучения, получил звание сержанта, а затем 12 месяцев служил в данном звании и уволился в запас. Спустя некоторое время Поташев возвращается в армию на контрактную службу. В 2016 году был переведён в танковой батальон 138-й отдельной гвардейской мотострелковой бригады (позднее — 69-я гвардейская мотострелковая дивизия).
В 2022 году принимал участие в российском вторжении на Украину. На фронте танкист занимался  разведывательной деятельностью (разведчик). Там же овладел управлением беспилотных летательных аппаратов (БПЛА).
В 2023 году Поташеву было присвоено звание Героя Российской Федерации. 8 декабря того же года медаль «Золотая Звезда» была передана военнослужащему из рук Президента В. В. Путина в Георгиевском зале Большого Кремлёвского дворца.
Продолжает нести службу в своей части.

## Звания и награды
- Герой Российской Федерации (Указом Президента Российской Федерации «закрытым» от 2023 года за мужество и героизм, проявленные при исполнении воинского долга, гвардии младшему лейтенанту Поташеву Максиму Вячеславовичу присвоено звание Героя Российской Федерации с вручением знака особого отличия — медали «Золотая Звезда»[4][5][3].
- Орден Мужества.
- Медаль «За отвагу».
- Медаль Суворова.